# Metribuzine
Metribuzine is de ISO-naam van een selectief herbicide uit de groep van de triazinonen. Zuiver metribuzine is een kleurloze kristallijne vaste stof. Technisch metribuzine, met een zuiverheid van ten minste 91%, is wit tot witgeel met een enigszins scherpe zwavelgeur.

## Werking
Metribuzine verstoort de fotosynthese in de doelgewassen, voornamelijk eenjarige grasachtige en tweezaadlobbige gewassen. Het wordt vooral opgenomen via de wortels. Metribuzine wordt onder meer toegepast bij de teelt van aardappelen, asperges of tomaten.
In de Europese Unie is metribuzine sedert 1 oktober 2007 opgenomen in de lijst van toegelaten gewasbeschermingsmiddelen. De toelatingsperiode loopt af op 30 september 2017.
Merknamen van producten op basis van metribuzine zijn onder meer:
- Lexone (duPont)
- Sencor, Sencoral, Sencorex, Senkor, Oxamis (Bayer CropScience)
- Mistral (Feinchemie Schwebda)
- Metriphar (Agriphar)
- Metrizin (Hermoo)
- Tuberon (Agrichem)
- Lanxess Metribuzin

Daarnaast zijn er ook producten op de markt waarin metribuzine gecombineerd is met een ander herbicide.

## Toxicologie en veiligheid
Metribuzine heeft een matig tot lage acute toxiciteit. Het is geen irriterende stof voor de huid of de ogen. Er is ook geen carcinogeen of mutageen potentieel van metribuzine vastgesteld.
Het wetenschappelijk panel van het Europese Agentschap voor voedselveiligheid stelde in haar beoordeling van metribuzine een Aanvaardbare Dagelijkse Inname (ADI) voor van 0,013 mg/kg lichaamsgewicht/dag. Het risico op blootstelling aan de stof via residuen op de teeltgewassen werd als minimaal beschouwd.
Metribuzine is zeer toxisch voor groene algen en waterplanten.